# Alexander Osipovitch
Alexander Osipovitch (* 13. Mai 1982 in Minsk) ist ein belarussischer Basketballtrainer und ehemaliger -spieler.

## Leben
Osipovitch spielte Basketball in seiner Heimatstadt Minsk und dann von 2001 bis 2004 an der Western Carolina University in den Vereinigten Staaten. Seine besten statistischen Werte erreichte der 2,06 Meter große Flügelspieler in dieser Zeit in der Saison 2002/03, als er im Durchschnitt 6,9 Punkte sowie 3,4 Rebounds je Begegnung erzielte. Nach seiner Rückkehr in die Heimat lief Osipovitch in der ersten belarussischen Liga für BK Minsk, Vitalyur-Rguor Minsk sowie OZAA Osipovichi auf.
2009 ging er zum TSVE Bielefeld in die deutsche Regionalliga. Er wechselte in Bielefeld ins Trainerfach (teils arbeitete er als Spielertrainer) und führte die Herrenmannschaft in der Saison 2015/16 zum Wiederaufstieg in die 1. Regionalliga. Ende Oktober 2016 kam es zur Trennung, der Belarusse blieb aber zunächst in der Bielefelder Jugendarbeit tätig. Zum 1. Juli 2017 trat er beim FC Schalke 04 das Amt des Jugendkoordinators an, zudem wurde er Co-Trainer von Raphael Wilder bei der Profimannschaft der „Knappen“ in der 2. Bundesliga ProA. Nachdem sich Schalke im Dezember 2019 von Wilder getrennt hatte, wurde Osipovitch zum Cheftrainer befördert. 2020 zog sich Schalke aus der Liga zurück.
Zur Saison 2021/22 wechselte Osipovitch als Assistenztrainer von Domenik Reinboth zum Zweitligisten Science City Jena. Anfang Dezember 2022 wurde er als Trainer beim ASC Göttingen (1. Regionalliga) tätig. 2023 übernahm er das Traineramt bei der zweiten Herrenmannschaft der Hertener Löwen.